# Marcus Vicente
Marcus Antônio Vicente (Ibiraçu, 28 de abril de 1954) é um político brasileiro, do estado do Espírito Santo.

## Biografia
Foi eleito deputado federal em 2014, para a 55.ª legislatura (2015-2019), pelo PP. Votou a favor do Processo de impeachment de Dilma Rousseff. Posteriormente, votou a favor da PEC do Teto dos Gastos Públicos.
Em abril de 2017 apoiou a Reforma Trabalhista. Em agosto de 2017 votou contra o processo em que se pedia abertura de investigação do então Presidente Michel Temer, ajudando a arquivar a denúncia do Ministério Público Federal.